# Copa de los Emiratos Árabes Unidos (ciclismo)
La Copa de los Emiratos Árabes Unidos (UAE Cup) es una carrera ciclista profesional de un día que se disputa en los Emiratos Árabes Unidos, en el emirato de Sharjah.
Creada en 2015 forma parte del UCI Asia Tour, dentro de la categoría 1.2 (última categoría del profesionalismo). 

## Palmarés
| Año  | Ganador        | Segundo        | Tercero           |
| ---- | -------------- | -------------- | ----------------- |
| 2015 | Maher Hasnaoui | Soufiane Haddi | Essaïd Abelouache |
| 2016 | Siarhei Papok  | Andrea Palini  | Jon Aberasturi    |

## Palmarés por países
| País        | Victorias |
| ----------- | --------- |
| Túnez       | 1         |
| Bielorrusia | 1         |